# Arnulf Schumacher
Arnulf Schumacher (* 1. April 1940 in Ottersdorf) ist ein deutscher Schauspieler.

## Leben
Schumacher ist seit 1963 als Schauspieler auf der Bühne sowie in Film und Fernsehen tätig. Theaterengagements führten ihn nach Baden-Baden, Münster, Bonn und München, wo er von 1978 bis 2001 zum Ensemble der Münchner Kammerspiele (Intendanz Dieter Dorn) gehörte. 2001 wechselte er zusammen mit dem Intendanten Dorn zum Bayerischen Staatsschauspiel. In über vierzig Jahren als Bühnendarsteller spielte er unter zahlreichen namhaften Regisseuren wie Dieter Dorn, Ernst Wendt, George Tabori, Volker Schlöndorff, Peter Zadek, Thomas Langhoff und Franz Xaver Kroetz.
Darüber nimmt Schumacher immer wieder Rollen in Film und Fernsehen an, u. a. unter der Regie von Dominik Graf, Sönke Wortmann, Hans-Christian Schmid, Hartmut Griesmayr und Heinrich Breloer (Die Manns – Ein Jahrhundertroman).

## Filmografie (Auswahl)
- 1978: Winterspelt 1944
- 1983: Tatort – Miriam
- 1986: Lenz oder die Freiheit (Vierteiler)
- 1988: Tatort – Sein letzter Wille
- 1990: Mit Leib und Seele (Fernsehserie, 1 Folge)
- 1991: Tatort – Kinderlieb
- 1991: Allein unter Frauen
- 1993: Ein Haus in der Toscana (Fernsehserie, 1 Folge)
- 1993–1994: Der Fahnder (Fernsehserie, 2 Folgen)
- 1998: 23 – Nichts ist so wie es scheint
- 1999: Siska (Fernsehserie, 1 Folge)
- 2001: Die Manns – Ein Jahrhundertroman
- 2001: Lindenstraße (Fernsehserie, 1 Folge)
- 2003: Kommissarin Lucas – Die blaue Blume
- 2004: Ein Baby zum Verlieben
- 2004: Der Bulle von Tölz: In guten Händen
- 2005: Tatort – Bienzle und der Sizilianer
- 2012–2014: Der Alte (Fernsehserie, 2 Folgen)